# Шикотан
Шикотан (на айнски: Сикотан, на японски: 色丹島 или Сикотан-то色丹島), превежда се като „най-доброто място“ („ши“ – най-добро; „котан“ – място) е най-северният и най-големият остров на Малката верига на Курилските острови. Според административно-териториалното деление на Русия, влиза в Южнокурилския градски окръг на Сахалинска област; принадлежността на острова се оспорва от Япония, която го разглежда като част от окръг Немуро в префектура Хокайдо. Има постоянно население.

## География
Островът се простира в посока от североизток на югозапад и има дължина 27 km и ширина между 5 и 13 km. Площта му е 225 km2 (според други източници – 182 km2). Максималната височина е 412 m (връх Шикотан) Второто по височина място е Плоската планина (363 m). Остравът се отличава с цялостната си геоложка платформа. Релефът като цяло е плътно струпване на хълмове и нископланински масиви. Действащи вулкани на острова липсват. От изгасналите вулкани се открояват Томари (358 m) и Нотори (356 m). Въпреки това, островът е сеизмологично опасен, възможни са цунами. Голяма известност в науката и пресата има Шикотанското земетресение и последвалото цунами на 5 октомври 1994 г., довели до промени в релефа на острова. В геоложко отношение специален интерес на острова представляват горнокампанско-маастрихтските кредни натрупвания на северозападния бряг на Шикотан при малокурилското и матакатанското образуване. На брега на Южнокурилския пролив са разположени заливите Малокурилская (в северната част на острова) и Крабовая (в централната част). Южното крайбрежие на Шикотан е обект на океанска ерозия. Именно благодарение на насечената си брегова линия и наличието на удобни заливи, островът получава айнското, а след това и японското си име „най-доброто място“. Шикотан е отделен чрез Южнокурилския пролив от остров Кунашир, разположен на 57 km северозападно; а чрез пролива Шпанберг – от остров Полонски, разположен на 22 km югозападно и от островите Осколки, разположени на около 20 km югозападно.

## Климат
Климатът на Шикотан като цяло е класифициран като умерен, морски, намиращ се под влиянието на мусоните. Югоизточното крайбрежие на острова е с по-хладен и влажен климат от северозападното. Това се дължи на факта, че западното крайбрежие е затопляно от топлите води на течението Соя, а тихоокеанското крайбрежие е значително по-студено поради водите на студеното Курилско течение. Като цяло, лятото на острова е влажно и доста хладно. Поради повишената влажност на въздуха най-топлият месец от годината е август, когато средните дневни температури достигат +15,6 °C. Зимата на острова е значително по-мека отколкото на континента, и се характеризира с чести снеговалежи и разтопявания. Средната температура на най-студения месец февруари е -5,2 °C. Средната температура през годината достига +5,2 °C. Това приблизително съответства на температурния режим на остров Кунашир. Поради по-голямата компактност на острова обаче, средната годишна температура тук леко надвишава кунаширската, където географската ѝ диференциация е по-голяма, тъй като Кунашир е значително по-удължен от север на юг. Климатичните условия на острова като цяло са благоприятни за селско стопанство, включително за отглеждане на крави, овце, кокошки, зайци.

## Флора и фауна
Поради по-малките си размери и сравнително по-ниската си височина над морското равнище, Флората и фауната на Шикотан са по-бедни, отколкото на по-големите Курилски острови, но са по-богати, отколкото на другите острови от Малката Курилска верига. По данни за 2002 г., на острова има 663 вида висши растения (за сравнение, на Кунашир са 1067, на остров Зелени – само 166). Хълмовете на острова са основно покрити с трева, срещат се дива лоза, ели, лиственица, бреза. Има и участъци от широколистни дървета. В речните долини и заливните зони преобладават елшова растителност, крайбрежни върби и ливади с острица.
От местните растения се отделя токсикодендрон, цветен прашец, което може да предизвика силно дразнене и рани по кожата. На Шикотан най-често срещаните хищници са лисица и морски орел. Те не представляват пряка заплаха за живота на човека. За разлика от Хокайдо, Кунашир и Итуруп, на Шикотан няма мечки. На острова се среща шикотанска полевка – островен ендемичен вид
Островът е богат на различни видове бръмбари, от които тук според най-новите открития на руски изследователи, има 72 вида. Този списък непрекъснато се увеличава: по-рано японски ентомолози са преброили 35 вида, отнасящи се до 16 рода.

## Население
През август 1945 г. цивилното население на японския окръг Сикотан е било 1038 души, представляващо смесица от японци и айну. През 1946 г. всички лица с японско гражданство са депортирани в Хокайдо. Съвременното население е около 2800 души. То е образувано в резултат на миграционния обмен с континента през втората половина на 20 век. През 2012 г. на острова се раждат 80 деца. Националният състав на острова е 80% руснаци, украинци и др.
Населени места:
- Малокурилское
- Крабозаводское

## Забележителности
Най-известното място на Шикотан е нос Край на света.

## Хидрография
На Шикотан има множество малки езера и планински потоци, където се среща кунджа и редовно пристигат за да хвърлят хайвера си пасажи розова и куча сьомга. На някои потоци има малки водопади. Околните океански води са богати на морски биоресурси: тук живеят повече от 70 вида риби, раци, трепанг, морски таралеж и други.

## Транспорт
Морски пътнически и товарни превози се извършват с между островите Сахалин – Итуруп – Кунашир – Шикотан с кораба „Игор Фархутдинов“.

## Икономика
Шикотан има пристанище и голям рибоконсервен завод, който използва и труд на гастарбайтери. Острова има своя собствена електростанция. През 2015 г. е построена модерна болница. На острова се намира хидрофизична обсерватория, развит е риболова и улова на морски животни. Най-голямо стопанско значение имат следните морски видове: сребриста сайда, треска, калкан, раци, калмари, сайра. Шикотан частично влиза в територията на държавния природен резерват от федерално значение „Малки Курили“.

### Гранични войски
Като се има предвид граничното положение на острова в непосредствена близост до морската граница с Япония и териториалните спорове между двете страни, на острова от 1945 г. е разположен отряд погранични стражеви кораби на Руската федерация. Една от основните задачи на морски погранични войски на Шикотан е ограничаването на незаконния улов на морска риба край острова от японски рибари.

## История
От края на I хил. пр.н.е. до II хил. пр.н.е. на Шикотан, както и на другите острови от Курилската верига и на Хокайдо, се разпространява охотската култура, възникнала на остров Сахалин. За етнографските и археологическите експедиции особен интерес представлява т.нар. обекта от охотската култура близо до Залива на делфините. В резултат на сливането на местната неолитична култура с традициите на населението, преселило се на островите от азиатския континент, се формира айнската етническа група, чиято култура преобладава на островите чак до средата на 19 век.
За европейците островът е открит от Втората Камчатска експедиция през 1733 – 1743 г. и е кръстен остров Фигурен. Шпанберг и Валтон изучават Курилската верига през 1739 г. Заслугите на Шпанберг са оценени от Броутън през 1796 г. и той дава на острова името на първооткривателя му. Заедно с иметоШпанберг, широко се използва и старото имеШикотан. Руските мореплаватели Головнин и Рикорд го наричатЧикотан. От 1733 до 1855 година островът влиза в състава на Русия, след това на 7 февруари 1855 г. по японско-руския договор за търговия и граници („Симодски трактат“) е предаден на Япония, заедно с останалите южни Курили. Японската империя започва активна колонизация на острова и много айни са подложени на японизация. През 1945 г., след поражението на Япония във Втората световна война, преминава в състава на СССР. Официално съветската юрисдикция над Шикотан е установена на 2 февруари 1946 г.

## Проблемът с принадлежността
Принадлежността на Шикотан се оспорва от Япония.
На 2 февруари 1946 г., в съответствие с указ на Президиума на Върховния съвет на СССР, Шикотан и другите Курилски острови, заедно с Южен Сахалин, е включен в състава на образуваната Южносахалинска област като част отХабаровския край на СССР. На 2 януари 1947 г. Южносахалинска област влиза в състава на новосформираната Сахалинска област в състава на СССР.
През 1956 година е подписана Съвместна декларация на СССР и Япония, която регистрира съгласието на СССР да предаде островите Хабомаи и Шикотан след подписването на мирен договор. През 2004 г. Русия, като държава-приемник на СССР, признава Декларацията от 1956 г. и заявява готовността си да води на нейна основа териториални преговори с Япония.

## Население
Към началото на 21 век островът административно влиза в Южнокурилския градски район на Сахалинска област на Руската Федерация и се оспорва от Япония, която го включва в състава на окръг Немуро от префектура Хокайдо.

### Острови в акваторията на Шикотан
- Айвазовски – необитаем остров, намиращ се в Църковния залив на остров Шикотан. Името е дадено в чест на руския художник Иван Константинович Айвазовски.
- Гнечко – остров (скала) на 50 метра от североизточната част на остров Шикотан.
- Григ
- Далечен – необитаем остров в залива Димитров. Името е дадено според местоположението на острова в далечния край на залива.
- Деветата вълна – необитаем остров в Църковния залива на Църковната. Името е вдъхновено от известната картина на Айвазовски „Деветата вълна“.
- Фархутдинов – остров (скала) в близост до залива Маячная.
- Капици – остров в близост до залива Маячная.
- Средни – необитаем остров в залива Димитров. Името е свързано с местоположението му в акваторията на залива.

## Галерия
- Физическа карта
- Октров Шикотан, 1990 г.
- Шикотан, 1980 г.
- Шикотанският фар, 1980 г.
- Пейзажи от Шикотан, 1980 г.

## Топографска карта
- Лист от карта K-55-III Малокурильское. Мащаб: 1 : 200 000. Състояние на местността към 1981 год. Издание 1983 г.